# 吕迪格·黑尔姆
吕迪格·黑尔姆（德語：Rüdiger Helm，1956年10月6日—），德国男子皮划艇运动员。他曾代表东德参加1976年和1980年夏季奥林匹克运动会皮划艇比赛，获得三枚金牌和三枚铜牌。